# The Take Over, the Breaks Over
Singles de Fall Out Boy
Thnks fr th Mmrs
(2007) I'm Like a Lawyer with the Way I'm Always Trying to Get You Off (Me & You)
(2007)
The Take Over, the Breaks Over est le quatrième single extrait de l'album Infinity on High du groupe de rock alternatif Fall Out Boy.

## Liste des titres
| No | Titre                          | Durée |
| -- | ------------------------------ | ----- |
| 1. | The Take Over, the Breaks Over | 3:33  |